# Britten-Norman Trislander
El Britten-Norman Trislander (designado de modo formal BN-2A Mk III Trislander) es un avión de tres motores con características STOL, capaz de transportar a 18 pasajeros. Fue fabricado en los años 1970 y a principios de los años 1980 por el fabricante británico Britten-Norman. Las aeronaves fueron fabricadas en la Isla de Wight, aunque algunas fueron fabricadas en Rumania, y enviadas al Reino Unido de vuelta para su certificación.

## Diseño y desarrollo

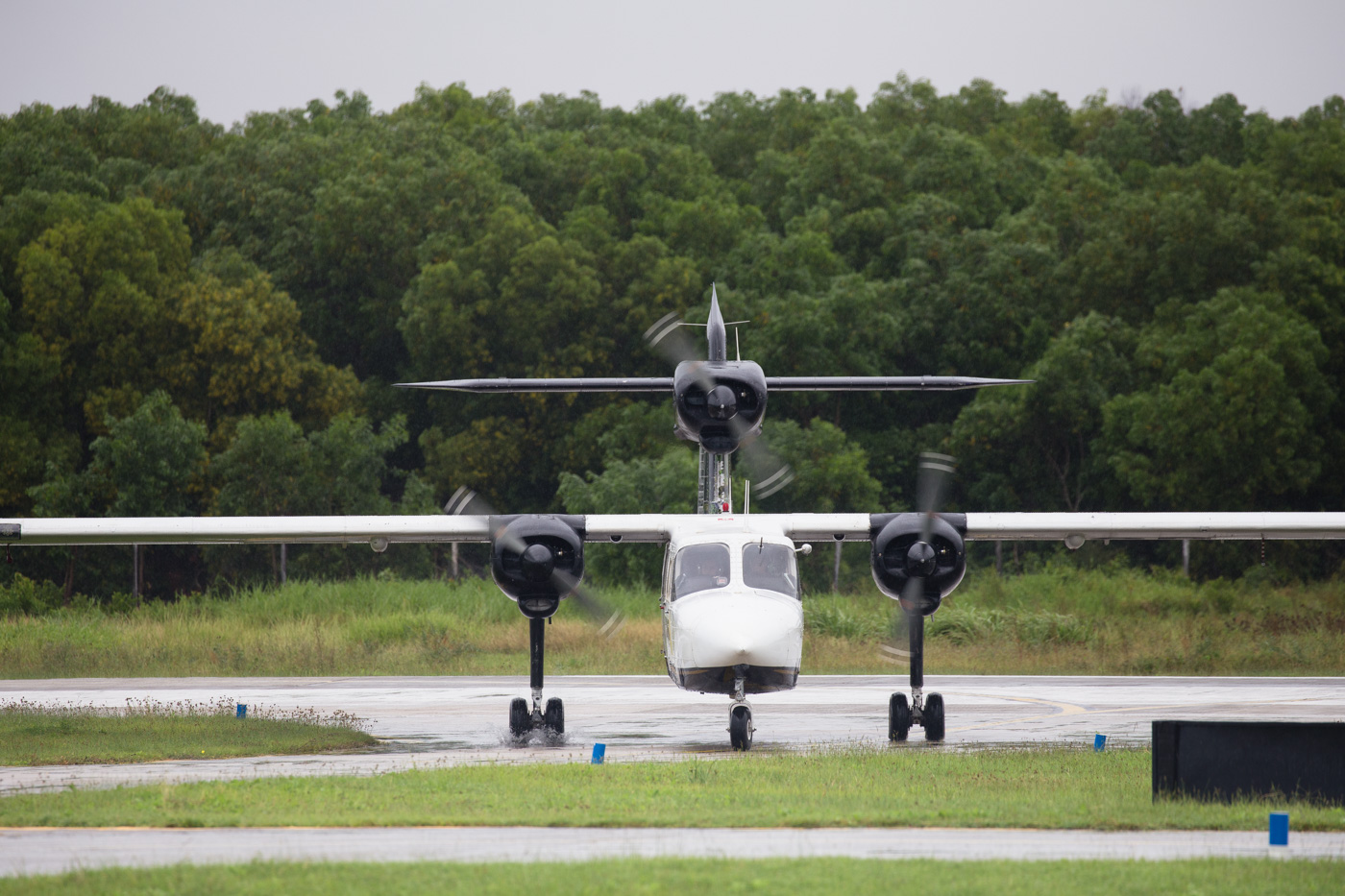
El Britten-Norman BN-2A Mk III Trislander Roraima Airways-9921

Diseñada por John Britten y Desmond Norman, el Trislander es un desarrollo de la aeronave Britten-Norman Islander, que ofrece una mayor capacidad de carga. En comparación con el Islander, el Trislander tiene un fuselaje alargado, un tren de aterrizaje fijo reforzado, y un tercer motor situado en la parte central del fuselaje, integrándose con el estabilizador horizontal. 
El prototipo del Trislander, que fue fabricado aprovechando el segundo prototipo del Islander, voló por primera vez el 11 de septiembre de 1970. La producción original cesó en el año 1982, tras 73 pedidos. En 2008, Britten-Norman decidió poner en producción de nuevo al Trislander.
El Trislander dispone de buena maniobrabilidad a baja velocidad, bajas emisiones de ruido y un coste de operación bajo. Es capaz de despegar de pistas de 450 metros de longitud, así como puede operar desde superficies no preparadas.

## Variantes
BN-2A Mk III-1
Primera versión de producción, con morro corto.
BN-2A Mk III-2
Versión con morro alargado y mayor capacidad de carga.
BN-2A Mk III-3
Varriante con certificación para operar en los Estados Unidos.
BN-2A Mk III-4
III-2 equipado con cohetes para asistencia en el despegue.
Trislander M
Propuesta de versión militarizada. No fabricado.

## Usuarios
Antigua y Barbuda
- LIAT
- Montserrat Air Services

 Australia
- Air Queensland

 Barbados
- Aero Services

 Colombia
- TAVINA

 Estados Unidos
- Mountain High Aviation
- Vieques Air Link
- Wings Airways

 Islas Caimán
- Cayman Airways

 Islas Turcas y Caicos
- TCNA

 Jamaica
- Trans Jamaican Airlines

 Nueva Zelanda
- Great Barrier Airlines

 Panamá
- PARSA
- Aero Taxi Intl
- Chitreana de Aviación

 Puerto Rico
- LAP

 Reino Unido

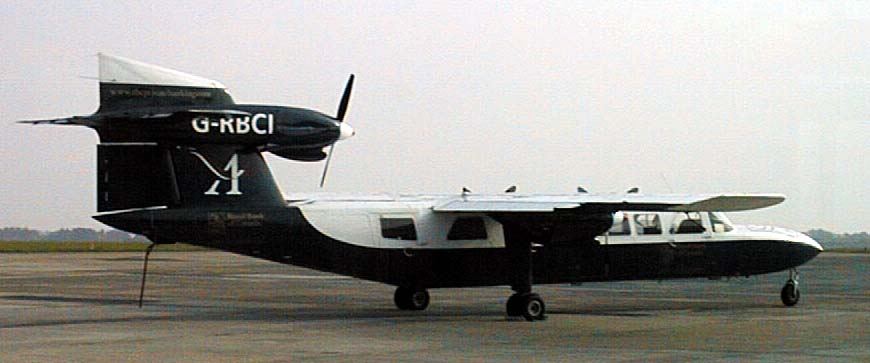
Un Trislander en el Aeropuerto de Guernsey, en la Isla de Guernsey, operado por Aurigny Air Services.

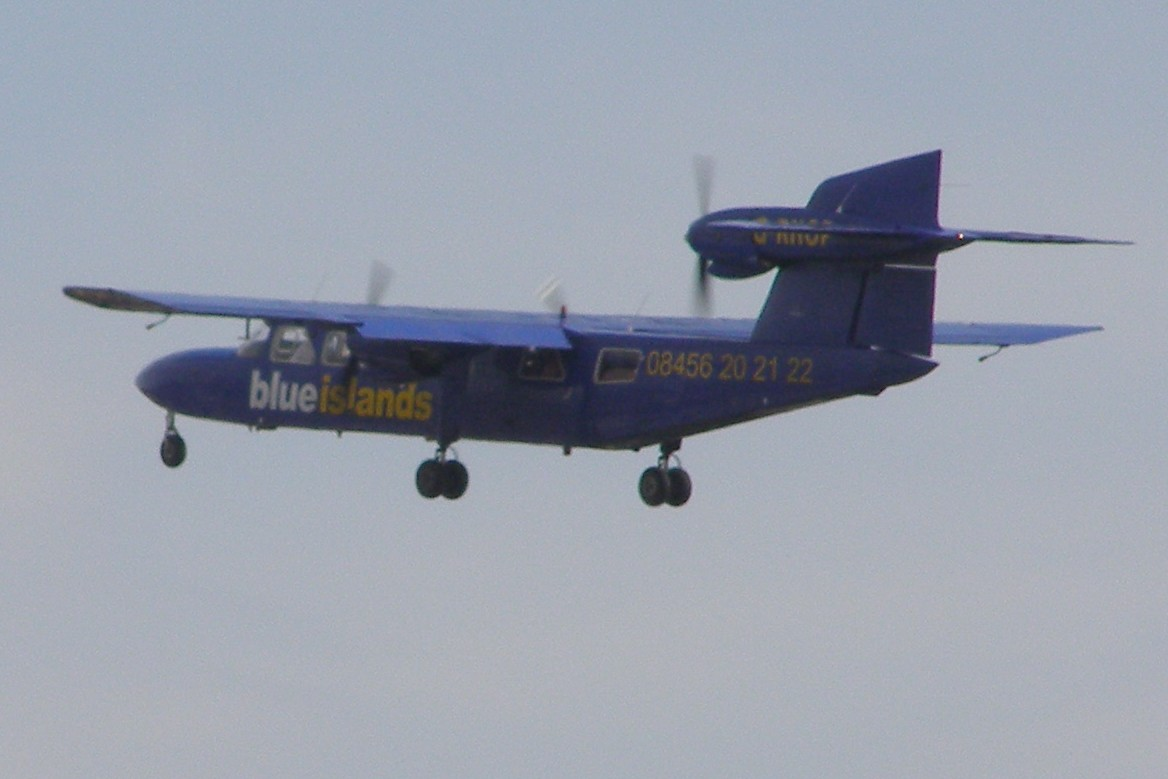
Un Trislander operado por Blue Islands despegando del Aeropuerto de Shoreham, Shoreham-by-Sea, West Sussex, Inglaterra.

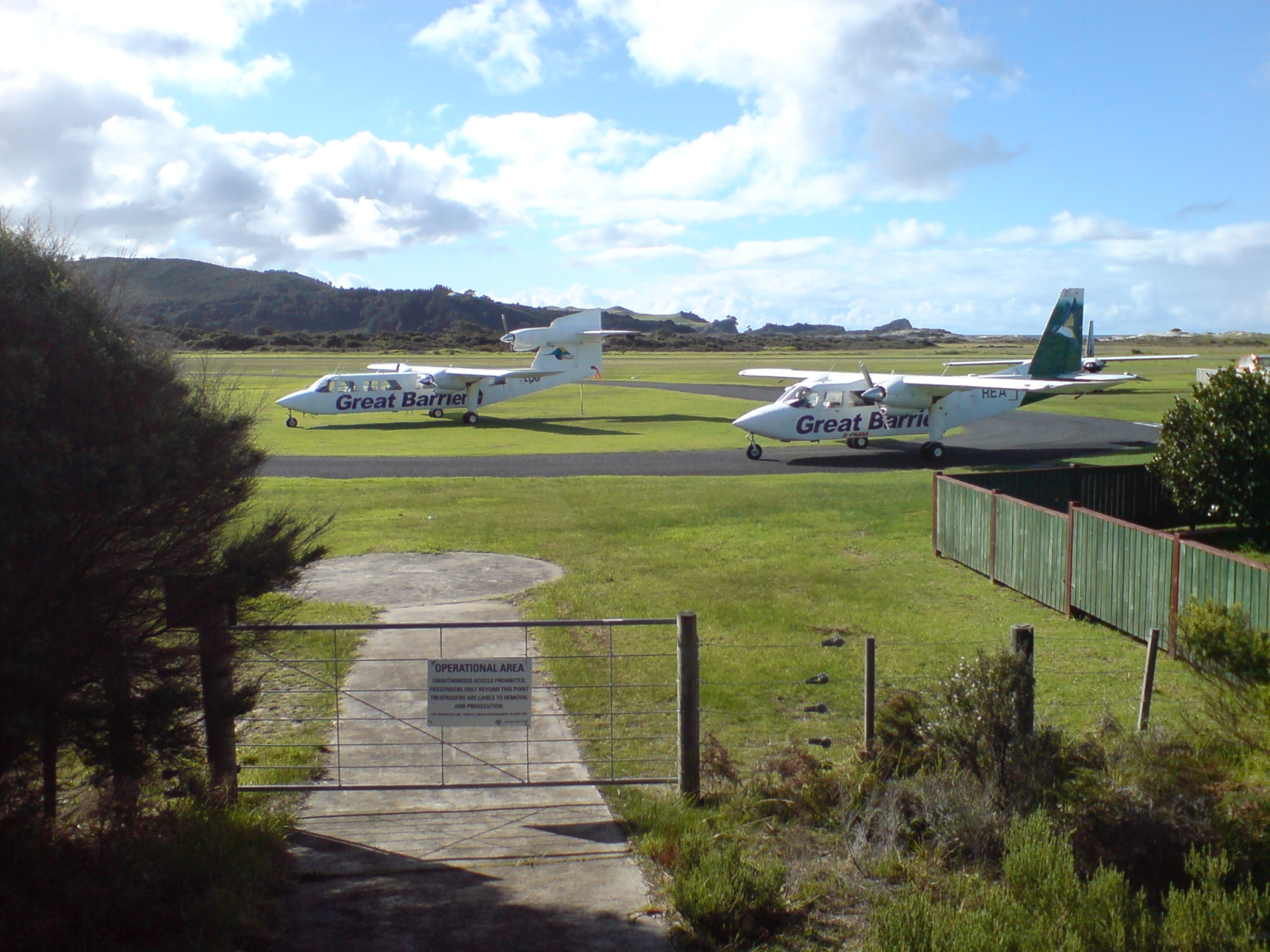
Un Trislander, junto a un Britten-Norman Islander, operados por Great Barrier Airlines.

- Aurigny Air Services (Channel Islands)
- Blue Islands (Channel Islands)
- Emerald Airways
- Loganair
- Lydd Air
- Manx Airlines

 Vanuatu
- Vanair

 Venezuela
- Chapi Air

### Desarrollos relacionados
- Britten-Norman Islander

### Aeronaves similares
- Embraer EMB 110 Bandeirante
- De Havilland Canada DHC-6 Twin Otter
- Let L-410 Turbolet
- Beechcraft 1900
- Short SC.7 Skyvan
- Handley Page Jetstream
- Antonov An-28

### Listas relacionadas
- Anexo:Aviones de línea regionales